# Norsk Modelljernbane
Norsk Modelljernbane (NMJ) är en norsk tillverkare av modelljärnvägar i skalorna H0 och 0.